# Uğur Yıldırım
Pour les articles homonymes, voir Yıldırım (homonymie).
Uğur Yıldırım est un footballeur néerlandais d'origine turque né le 8 mai 1982 à Apeldoorn, et jouant le plus souvent au poste de milieu droit. Il est surtout connu pour sa qualité à tirer les coups de pied arrêtés.
En 2016, il arrête sa carrière et devient entraîneur adjoint au CSV Apeldoorn.

## Carrière en club
Uğur Yıldırım a commencé sa carrière professionnelle au Go Ahead Eagles, club réputé pour son centre de formation. Lors de la saison 2003-2004 de D2 néerlandaise, il marqua 6 buts en un seul match, contre le SC Cambuur (il a inscrit 19 buts durant cette saison). Cet exploit a attiré l'attention des clubs de l'élite hollandaise, et lui a permis de signer au SC Heerenveen. Sa première saison avec ce club fut remarquable, et sa deuxième saison, moins brillante, fut tout de même satisfaisante. 
Mais lors de la saison 2006-2007, des blessures et des désaccords avec l'entraineur Gertjan Verbeek lui ont fait perdre sa place dans l'équipe-type du club. Il souhaitait également partir vers le championnat de Turquie, pays de ses origines. Heerenveen a donc laissé Yıldırım s'engager avec le club turc de Gaziantepspor pour la somme de 1,3 million d'euros. Ce fut la recrue la plus chère des Faucons lors de l'été 2007. Dès la mi-saison, en raison de salaires non payés par Gaziantepspor, il rejoint Sivasspor, candidat au titre à cette période. Il n'a pas réussi à s'imposer dans ce club qui l'a laissé libre à la fin de la saison 2007/2008.
Après cet échec, il a été mis à l'essai par Blackburn Rovers, Plymouth Argyle, et Watford, mais il n'a convaincu aucun de ces clubs anglais. Il a ensuite passé une semaine de stage au club de Neftchi Bakou, en Azerbaïdjan, puis il s'est entrainé avec le FC Zwolle, aux Pays-Bas. Après cette période d'essais infructueux, il a signé, en janvier 2009, un contrat d'une demi-saison avec le club de Kasimpaşaspor, alors relégué en deuxième division turque. Malgré sa remontée dans l'élite, le club ne l'a pas conservé. Le 16 février 2010, après plusieurs entraînements, il a signé un contrat jusqu'en juin avec le FC Oss, en deuxième division néerlandaise. Mais Yıldırım n'a pas pu jouer de match à cause de la fédération turque, qui n'a pas délivré la lettre de sortie du joueur avant l'été 2010. À la fin de la saison, il quitte ce club relégué en troisième division.
Le 10 août 2010, Uğur Yıldırım reste en deuxième division en ayant signé un contrat d'un an avec AGOVV Apeldoorn, club situé dans la ville natale du joueur. Trois jours plus tard, il commence le championnat avec son équipe à domicile contre Fortuna Sittard (victoire 3-1). C'est son premier match professionnel depuis le 4 avril 2009. Le 10 septembre 2010, un mois après son arrivée, il marque face à RKC Waalwijk (défaite 3-2) son premier but depuis environ deux ans et demi (son précédent but remontait au 23 mars 2008, lors d'une victoire 3-0 pour Sivasspor face à Konyaspor).   

## Sélection
Uğur Yıldırım, qui possède la nationalité néerlandaise et la nationalité turque, dut choisir quelle équipe nationale représenter. Marco van Basten, le sélectionneur néerlandais, et Ersun Yanal, le sélectionneur turc, l'ont tous les deux courtisé à la fin 2004. Au début de 2005, il choisit de rejoindre la sélection des Pays-Bas. Son seul et unique match avec les Oranje a eu lieu le 9 février 2005, lors d'un match amical contre l'équipe d'Angleterre, qui s'est terminé sur un score de 0-0. Il est entré en jeu à la 64e minute en remplaçant poste pour poste Romeo Castelen. Mais n'ayant pas été sélectionné par la suite, Yıldırım a exprimé le désir de jouer pour la sélection turque. Le joueur prend alors la décision de recourir au tribunal de la FIFA afin de pouvoir défendre les couleurs turques. La FIFA lui a accordé le droit de jouer pour l'équipe de Turquie, Yıldırım n'ayant joué qu'un match amical avec les Pays-Bas. Fatih Terim, sélectionneur depuis l'été 2005, ne l'a cependant jamais convoqué. 

## Distinctions personnelles
En décembre 2004, Uğur Yıldırım a remporté la première édition, organisée dans la ville espagnole de Marbella, du tournoi de coups francs Free Kick Masters, en battant de grands joueurs tels que Zinédine Zidane.